# Атилий Фортунациан
Ати́лий Фортунациа́н или Ати́лий Фортунатиа́н (лат. Atilius Fortunatianus) — древнеримский писатель-грамматик, родом, вероятно, из Африки; жил в конце III и начале IV веков н. э. Писал на латыни. Подробности жизни неизвестны.
До нашего времени дошёл трактат о метрах Горация с введением об основных понятиях метрики. Эта работа была посвящена его ученику, юноше из сенаторского сословия, пожелавшему изучить принципы стихосложения Горация. Сочинение начинается с обсуждения основных идей метра и главных правил стихосложения, а заканчивается подробным анализом метров Горация. Главными использованными источниками были Цезий Басс и латинская адаптация, выполненная Юбой-грамматиком, TEXvn Хелиодороса. Фортунациан было распространённым именем в африканских провинциях, поэтому вполне вероятно, что автор был земляком Юбы, Теренциана Мавра и Викторина.
Этот труд был издан в серии «Grammatici Latini» Кейля (VI, 278 и далее) и отдельно (Галле, 1885).